# Mix FM Porto Alegre
Mix FM Porto Alegre é uma estação de rádio FM brasileira, que opera na frequência FM 107,1 MHz de Canoas, RS. Voltada para o público jovem a rádio possui sua matriz localizada na cidade de São Paulo, SP e retransmite sua programação para outras regiões do Brasil, entrou no ar às 15 horas do dia 20 de setembro de 2013 (feriado estadual da Revolução Farroupilha) no dial gaúcho. Seus estúdios estão localizados no edifício do antigo Museu de Tecnologia da Ulbra, e seus transmissores estão instalados no Morro da Polícia em Porto Alegre.

## História
A conhecida "Rádio da Ulbra" foi inaugurada no dia 22 de julho de 1988 na cidade de Canoas com o nome Felusp FM (sigla da Fundação Educacional Luterana São Paulo) e operava originalmente nos 88,9 MHz. Dois anos depois a emissora migrava para os 107,1 MHz e, em 1992, mudou o nome para 107.1 FM e mais tarde, em abril de 1997, Pop Rock FM. Com a crise da Ulbra de 2007/08, a Pop Rock acabou perdendo boa parte de sua audiência e faturamento de outrora, resultando na saída de muitos comunicadores e na extinção de programas conhecidos restando apenas sua programação musical. Este fato motivou a Ulbra iniciar parceria com o Grupo Mix de Comunicação, que extinguirá a Pop Rock da Grande POA para dar lugar a mais nova afiliada da Mix FM, já tendo chamadas de expectativa na programação metropolitana.
A nova parceria servirá para acirrar a disputa pelo mercado jovem e para inserir a Mix em definitivo no Rio Grande do Sul (houve uma tentativa para levar a Mix para a zona Sul do estado, através de uma emissora em São Lourenço do Sul, porém, sem ir adiante). Após três anos de espera, a rede estreou no dia 20 de setembro de 2013, dia da Revolução Farroupilha (feriado estadual), tendo 12 horas de programação local nos dias úteis (das 7h às 19h, com o já tradicional Cafezinho na programação) e em expansão da rede para as antigas emissoras Pop Rock.
Pouco menos de dois anos de parceria entre Ulbra/Pop Rock e Mix (do total inicial de cinco), as mudanças surtiram efeito: enquanto os últimos meses de Pop Rock não garantiam a emissora no "top 10" do Ibope e com a saída da Jovem Pan 2 de Porto Alegre, a parceria entre a rede paulista e a emissora universitária elevam os números da rádio para uma briga pelo segmento jovem com a histórica concorrente da Pop Rock, a Atlântida, do Grupo RBS, em determinados horários inclusive liderando o segmento, muito do fato da grande faixa local para uma estação de rede - para efeitos de comparação, enquanto a Mix possui 12 horas locais incluindo na grade o Cafezinho, a Antena 1, concorrente adulta não direta, e a extinta Jovem Pan 2 FM, esta concorrente direta, apenas possuem seus intervalos de forma local.